# Tales of Pirates
Tales of Pirates (também conhecido como 海盗王 "Pirate King Online" ou "King of Pirates Online" na China) foi um jogo 2.5D de MMORPG desenvolvido pela empresa chinesa MOLI e publicado pela IGG (I Got Games). Ele utiliza de uma câmera de visão superior e se inspira na série de manga japonesa chamada One Piece. O jogo era popular entre os jogadores com computadores de baixo custo, pois seu gráfico era muito leve.
Com o sucesso da primeira versão do jogo a IGG lançou uma sequência chamada Tales of Pirates 2. As contas dos usuários foram movidas da sequência anterior para a nova sequência do jogo.

## Descontinuação
Em 25 de janeiro de 2016, a IGG anunciou que os servidores foram fechados (Tales of Pirates 2), deixando uma pequena mensagem para os jogadores e dando suporte pelos gastos. Além disso, a IGG recomendou outros jogos aos jogadores.
Caros jogadores,

Com o coração pesado, anunciamos o encerramento de nosso amado Tales of Pirates. Nossos sinceros agradecimentos a todos que nos apoiaram durante todo esse tempo. No entanto, esperamos encorajar todos a continuar suas jornadas fantásticas com 4 de nossos principais jogos: Castle Clash, Clash of Lords 2, Deck Heroes e Texas HoldEm Poker Deluxe.
No entanto, é com o coração pesado que devemos anunciar que Tales of Pirates será encerrado em 29 de fevereiro de 2016 .
Aqui estão os detalhes do fechamento:
1. Os serviços de pagamento serão encerrados em 26 de janeiro de 2016 .
2. A página da web e o canal de atendimento ao cliente serão encerrados em 29 de fevereiro de 2016 .
Tales of Pirates estará encerrando, mas não se desespere, há muitos outros jogos incríveis da IGG! Dê uma olhada em nossa lista de jogos incríveis junto com as recompensas que preparamos para você quando você se transferir para qualquer um deles. Esperamos que você encontre a mesma alegria que Tales of Pirates proporcionou a você em seu novo jogo.
Com isso, o Tales of Pirates 2 se encerrou.

## Influências
Dentro do jogo havia personagens e itens com referências ao Pirates of the Caribbean, o NPC Jack Arrow, que aparenta ser Jack Sparrow, William, um ferreiro, Elizabeth, como Capitão Barbossa, e até um baú do Davy Jones.

## Desenvolvimento
Tales of Pirates foi desenvolvido pela empresa MOLI, usando a linguagem de programação Lua e CLU em maior parte do jogo, e foi lançado para o público em 2007 (15 de março de 2007 no beta fechado).